# Loris Cresson
Loris Cresson (Eigenbrakel, 14 augustus 1998) is een Belgisch motorcoureur.

## Levensloop
Cresson nam in 2014 deel aan het Spaanse Moto3-kampioenschap op een FTR Honda. Zijn beste resultaat was een negende plaats op het Circuit de Barcelona-Catalunya, maar drie races voor het einde van het seizoen verliet hij het team. Voor de laatste twee races kwam hij uit op een KTM. Met 23 punten werd hij achttiende in het kampioenschap. In 2015 debuteerde hij in de Moto3-klasse van het wereldkampioenschap wegrace tijdens de eerste race in Qatar op een KTM als vervanger van de geblesseerde Ana Carrasco en finishte hij op de 29e plaats. Vervolgens keerde hij terug in de Spaanse Moto3 op een KTM. Na zes races, waarin een zestiende plaats op het Autódromo Internacional do Algarve zijn beste resultaat was, verliet hij de klasse.
In 2016 maakte Cresson de overstap naar het Italiaans kampioenschap Supersport, waarin hij op een Yamaha reed. Een achtste plaats op het Autodromo Enzo e Dino Ferrari was zijn beste resultaat en hij eindigde met 15 punten op plaats 21 in het klassement. Dat jaar reed hij tevens in vier races van het wereldkampioenschap Supersport: drie op een Kawasaki en de seizoensfinale op het Losail International Circuit op een Yamaha. In de laatste race werd hij twaalfde, waardoor hij met vier punten op plaats 32 in het kampioenschap eindigde.
In 2017 bleef Cresson actief in het Italiaans kampioenschap Supersport op een Yamaha. In de seizoensopener op Imola behaalde hij zijn eerste podiumfinish, maar hij miste de laatste vier races van het seizoen. Met 57 punten werd hij twaalfde in de eindstand. Daarnaast reed hij dat jaar in drie races van het WK Supersport. Hij reed de eerste twee races op het Motorland Aragón en Imola als wildcardcoureur en behaalde in de tweede van deze races een achtste plaats. Later in het jaar kwam hij op het Misano World Circuit Marco Simoncelli uit als vervanger van Davide Pizzoli, maar kwam hij niet aan de finish. Met acht punten eindigde hij op plaats 30 in het kampioenschap.
In 2018 maakte Cresson zijn debuut als fulltime coureur in het WK Supersport op een Yamaha. Zijn beste resultaten waren drie tiende plaatsen op het TT-Circuit Assen, het Automotodrom Brno en het Circuito San Juan Villicum. Met 40 punten werd hij twaalfde in de eindstand. In 2019 waren twee negende plaatsen op het Chang International Circuit en Portimão zijn beste resultaten, waardoor hij met 41 punten opnieuw twaalfde werd. In 2020 kwam hij niet verder dan een elfde plaats in Barcelona, waardoor hij met 12 punten op plaats 23 in het klassement eindigde. Hij miste het laatste raceweekend op het Autódromo do Estoril omdat hij in dat weekend uitkwam in het wereldkampioenschap superbike op een Kawasaki als vervanger van de geblesseerde Sandro Cortese. Hij eindigde de races hier als achttiende, twintigste en negentiende.
In 2021 maakt Cresson zijn debuut als fulltime coureur in het WK superbike op een Kawasaki bij Team Pedercini. Hij reed in 2021 slechts twee keer in de punten, in Assen finishte hij race 1 op de 13e plaats en in Catalunya eindigde hij de sprintrace op de 14e plaats. Ondanks een slecht seizoen ging zijn ploeg in 2022 door met hem. Na de eerste ronde besloot zijn team het contract te ontbinden nadat Cresson volgens hen contractbreuk had gepleegd. Er zouden vanuit zijn entourage bepaalde sponsorbetalingen niet zijn verricht naar het team toe. Hij werd in de tweede ronde vervangen door Leon Haslam.